# Заместитель премьер-министра Великобритании
Заместитель премьер-министра Великобритании (англ. Deputy Prime Minister) — это второй по рангу министр Короны и член кабинета министров. Этот титул не всегда используется, и известно, что премьер-министры назначают неформальных заместителей без титула заместителя премьер-министра. В настоящее время заместителем премьер-министра является Анджела Рэйнер.

## Конституционная позиция
Должность заместителя премьер-министра не предусматривает заработной платы; занимающий её человек назначается на другую должность, которая оплачивается в соответствии с Законом о министерских и других зарплатах 1975 года. Эта должность не всегда используется, и премьер-министры могут использовать другие должности, такие как первый государственный секретарь, чтобы указать на старшинство. Занимающий эту должность не имеет права на автоматическое наследование.
Исторически сложилось сопротивление монарха назначению лица на должность заместителя премьер-министра, так как это могло бы считаться посягательством на его королевскую прерогативу выбора премьер-министра. Однако Родни Бразиер в последнее время писал, что существует веский конституционный аргумент в пользу того, чтобы каждый премьер-министр назначал заместителя премьер-министра, чтобы обеспечить эффективную временную передачу власти в большинстве случаев. Аналогично, Вернон Богданор утверждает, что этот аргумент имеет мало значения в современном контексте, поскольку монарх больше не имеет реальной свободы выбора, и что даже в прошлом человек, действующий в качестве заместителя премьер-министра, не имел реального преимущества в назначении премьер-министром монархом (хотя это могло быть иначе внутри политических партий в отношении их руководства). Как и Бразиер, он также говорит, что существует веский конституционный аргумент в пользу признания этой должности; на случай смерти или недееспособности действующего премьер-министра.
Бразиер писал, что существует три причины, по которым назначается заместитель премьер-министра: чтобы установить линию наследования премьерства, предпочтительную для премьер-министра, для содействия эффективному выполнению государственных дел и (в случае правительств лейбористов) для признания статуса заместителя лидера Лейбористской партии.
Когда эта должность использовалась в прошлом, заместитель премьер-министра замещал премьер-министра на вопросах к премьер-министру в палате общин.